# 204896 Giorgiobocca
204896 Giorgiobocca este o planetă minoră (asteroid), cu un diametru de 5,635 km, din centura de asteroizi. A fost descoperită pe 16 octombrie 2007 la Borbona de Vincenzo Silvano Casulli⁠(d). 
Obiectul prezintă o orbită caracterizată de o semiaxă mare de 3,1232951736746 UAi, o excentricitate de 0,03, o înclinație de 3,8 ° în raport cu ecliptica.